# Guido Quazza
Guido Quazza (Genova, 13 giugno 1922 – Torino, 7 luglio 1996) è stato uno storico italiano.

## Biografia
Guido Quazza era figlio di Manina Capitelli, una napoletana di origini nobili, e di Romolo Quazza, originario di Mosso (BI). Il padre dal 1939 era stato professore di Storia del Risorgimento e poi di Storia moderna nell'Università di Torino, città nella quale la famiglia si era trasferita nel 1930. Guido Quazza vi frequentò il Liceo Cavour e poi la Facoltà di Lettere e Filosofia, laureandosi il 5 luglio del 1945 in Storia del Risorgimento con la tesi L'equilibrio italiano nella politica europea alla vigilia della guerra per la secessione polacca, discussa con il professor Francesco Lemmi.
Nel 1941 si era già avvicinato al Partito d'Azione e nel 1944 si era unito alle formazioni partigiane che operavano nella Val Sangone, divenendo comandante della Brigata «Ruggero Vitrani». Durante il periodo della Resistenza - un momento essenziale di maturazione della sua personalità e di affermazione di valori etici - ebbe tempo di scrivere un saggio storico, che pubblicò nel primo dopoguerra con il titolo Origine e aspetti della crisi contemporanea. Vi sviluppa l'idea che il ventennio tra le due guerre sia stato, con la fine del liberalismo ottocentesco, incapace di risolvere le questioni sociali, l'affermazione dell'irrazionalismo, dal quale si poteva uscire perseguendo un recupero dei valori morali e sociali quali potevano essere espressi da un socialismo di tradizione non bolscevica.
Fu così che al termine della guerra si iscrisse nel Partito socialista di unità proletaria e partecipò al congresso del 1947 che vide la «scissione di palazzo Barberini», con la fondazione del Partito Socialista dei Lavoratori Italiani guidato da Giuseppe Saragat, al quale anche Quazza aderì. Deluso del nuovo partito, ne criticò la politica di collaborazione con la Democrazia Cristiana e la decisione di entrare nella NATO, tanto da esserne espulso nel 1949. In quell'anno si sposò e si iscrisse al nuovo Partito Socialista Unitario, che lasciò due anni dopo, per «ribrezzo verso i mestieranti ormai padroni incontrastati del nostro come degli altri partiti».
Inizia la carriera da insegnante nelle scuole medie; quindi, dal 1957 al 1962 è professore incaricato nelle Facoltà di Giurisprudenza e di Economia e commercio all'Università di Torino. Nel 1962 viene nominato professore di Storia medievale e moderna. Si trasferì a Pisa per insegnare alla Scuola Normale Superiore ma, nel 1964, tornò a Torino per insegnare Storia e storiografia dell'età moderna alla Facoltà di Magistero, di cui divenne preside.
Fu direttore della Rivista di storia contemporanea e Presidente dell'Istituto italiano per la Storia del movimento di liberazione in Italia.
Fu consigliere dell'Istituto piemontese per la storia della Resistenza e della società contemporanea "Giorgio Agosti" e del Centro studi Piero Gobetti.

## Opere
- Origine e aspetti della crisi contemporanea, Torino, Orma editrice 1945
- La lotta sociale nel Risorgimento. Classi e governi dalla Restaurazione all'Unità, 1815-1861, 1952
- Le riforme in Piemonte nella prima metà del Settecento, Modena, Società editrice modenese 1957
- L'industria laniera e cotoniera in Piemonte dal 1831 al 1861, Torino, Museo Nazionale del Risorgimento 1961
- Il problema italiano e l'equilibrio europeo, 1720-1738, Torino, Deputazione Subalpina di storia patria 1965
- La Resistenza italiana: appunti e documenti, Torino, Giappichelli 1966
- Piani di studio. Un'esperienza al Magistero di Torino, Firenze, La Nuova Italia 1970
- La decadenza italiana nella storia europea. Saggi sul Sei-Settecento, 1971
- Resistenza e storia d'Italia. Problemi e ipotesi di ricerca, Milano, Feltrinelli 1976
- L'utopia di Quintino Sella. La politica della scienza, Torino, Istituto per la Storia del Risorgimento Italiano 1992